# Alexander Nikolajewitsch Lodygin
Alexander Nikolajewitsch Lodygin (russisch Александр Николаевич Лодыгин; * 6. Oktoberjul. / 18. Oktober 1847greg. in Stenschino, Russisches Kaiserreich; † 16. März 1923 in New York City) war ein russischer Elektroingenieur.
Lodygin wurde durch seine langjährigen Entwicklungen von Glühlampentechnik bekannt. Für seine Entwicklungen erwarb er in Russland, in den USA und in diversen europäischen Ländern Patente. Er experimentierte mit Techniken, die sich wesentlich später durchsetzten. Ab einem unbekannten Zeitpunkt benutzte er in Frankreich und in den USA die Namen Alexandre de Lodyguine und Alexander de Lodyguine.

## Leben

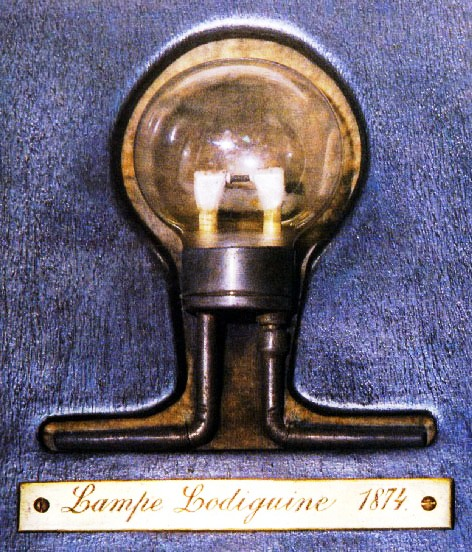
Lodygins Glühlampe, 1874

Alexander Lodygin wurde am 18. Oktober 1847 als Sohn einer adeligen, aber nicht sonderlich wohlhabenden Familie geboren.
Er absolvierte zunächst eine Laufbahn in der russischen Armee. Danach arbeitete er in einer Fabrik zur Herstellung militärischer Ausrüstungen. Seine Beschäftigung mit Elektrotechnik und Glühlampen hat sich daraus ergeben.
Im Jahr 1874 wurde Lodygin für eine entwickelte Glühlampe das russische Patent Nr. 1619 erteilt. Diverse Quellen nennen 1872 und 1873 für die Entwicklung und Erprobung in einem Beleuchtungsprojekt (elektrische Straßenbeleuchtung) in St. Petersburg. Eine Wettbewerbsfähigkeit mit dem in den 1860er Jahren eingeführten Gaslicht erreichte er jedoch nicht. Die Lebensdauer seiner Glühlampen betrug ebenso wie die anderer Entwicklungen in jener Zeit nur wenige Stunden. Alexander Lodygin tauschte die Luft in der Glashülle seiner Lampenkonstruktionen gegen Stickstoff aus. Gegenüber der damals üblichen Vakuumlösung reduziert der Druck in der Glashülle die Sublimation des Glühmaterials. Die Lösung eines Füllgases setzte sich später durch. Lodygin wechselte in seinen weiteren Entwicklungen aber auch zu Vakuumlampen. Aus den Quellen geht nicht hervor, ob er 1873 schon über eine Vakuumpumpe verfügte. Für seine Lampe verwendete er dünne Kohlestifte als Glühmaterial. In der Fachzeitschrift Electrical World and Engineer wurde die Lampe am 1. Dezember 1900 besprochen. Die Lampe war mit zwei Kohlestiften ausgestattet, wobei der zweite nach Verbrauch des ersten automatisch in den Stromkreis eingeschaltet wurde, was die Nutzungsdauer verdoppelte.
In den Patentprozessen in den 1880er und 1890er Jahren in den USA um die Glühlampenpatente zwischen der Edison Electric Light Co. und der United States Electric Lighting Co. kam der Circuit Court New York bei der genauen Analyse der Entwicklungsgeschichte der Glühlampe zu der Einschätzung, dass die Konstruktionen von Lodygin und Stanislav W. Konn im Jahr 1875 am weitesten fortgeschritten waren. Beide benutzten multiple dünne Karbonstäbe (rods of diminished section). Die erhebliche Weiterentwicklung der Glühlampentechnik durch diverse Erfinder bis zu den Edison-Patenten 1880 wurde von dem Gericht jedoch auch aufgezeigt.
Durch seine Leistungen wurde Alexander Lodygin eine Art Repräsentant der russischen Technologie auf internationalen Ausstellungen.
Ab 1884 arbeitete Alexander Lodygin 23 Jahre in Frankreich und anderen Ländern. Er verließ Russland wegen der Verfolgung von sozialistischen Revolutionären der Narodniki, mit denen er sympathisierte. 1892 lebte er in Paris und 1894 offenkundig in Pittsburgh, was sich aus Patentanmeldungen in den USA ergibt. Die Patentanmeldung aus 1894 deutet darauf hin, dass er damals für das in Pittsburg beheimatete Unternehmen Westinghouse Electric Co. arbeitete.
Nach den Erinnerungen eines Verwandten lernte Alexander Lodygin bei der Weltausstellung in Paris 1889 George Westinghouse kennen, der ihm anbot, für seine Firma in den USA als Berater zu arbeiten. Lodygin wechselte in den 1890er Jahren offenkundig mehrfach seinen Wohn- und Arbeitsort zwischen verschiedenen Orten in den USA und Paris. In Pittsburgh lernte er die Familie seiner Frau Alma Schmidt kennen, die er 1895 in Paris heiratete. Er fand nicht immer Anstellungen in der Glühlampenindustrie. So soll er ab 1901 für einen Batteriehersteller in Cleveland und Buffalo gearbeitet haben. Für einen Kabelhersteller war er an der Elektrifizierung der New Yorker U-Bahn beteiligt und lebte während des Projekts dort. 1906 zog er wieder nach Pittsburgh.
In der Zeit nach 1890 experimentierte Lodygin mit dem heute noch üblichen Material Wolfram zur Herstellung von Glühfäden. Eine funktionsfähige von Lodygin hergestellte Lampe mit Glühelement aus Wolfram wurde 1900 auf der Weltausstellung in Paris gezeigt. Aus den vorliegenden Quellen geht nicht hervor, ob von Lodygin entwickelte Platinglühfäden mit Wolframbeschichtung in kommerziellen Lampen verwendet wurden. Vermutlich war die wirtschaftliche Verarbeitung von Wolfram mit dem Technikstand der Metallurgie zu diesem Zeitpunkt noch nicht möglich. Das damals mittels Sintern gewonnene Metall ist extrem spröde und für praktische Lampen ungeeignet. Lodygin hat jedoch Patente für mit Wolfram ummantelte Platinfäden angemeldet, die nach diversen Quellen 1906 von General Electric erworben wurden.  Nachdem der für General Electric arbeitende William David Coolidge ein Verfahren zur Herstellung mechanisch stabiler dünner Wolframfäden entwickelt hatte, begann General Electric 1911 mit der kommerziellen Produktion der heute noch üblichen Glühlampen mit Glühfaden aus Wolfram. Das Verhältnis von Energieverbrauch zu Lichtausbeute verbesserte sich durch den Einsatz von Wolfram um 100 %.
Lodygin befasste sich auch mit zahlreichen anderen Entwicklungen, u. a. Fluggeräten, Tauchgeräten und U-Bahnen. Seine Pläne waren der Zeit weit voraus und mit dem Stand der Technik meist nicht umsetzbar.
1907 ging Lodygin mit seiner Familie nach Russland zurück, da er in den USA keine kontinuierliche Anstellung fand, die seinen Fähigkeiten entsprach. Nach seiner Rückkehr nach Russland 1907 arbeitete er für eine Eisenbahngesellschaft und war mit dem Aufbau von Kraftwerken beauftragt. Seine Frau Alma war während dieser Zeit eine akkreditierte Korrespondentin einer New Yorker Zeitung.
Nach der Februarrevolution 1917 emigrierte er erneut in die Vereinigten Staaten. Das Museum in Lodygins Geburtsstadt nennt wirtschaftliche Gründe, die von anderen Quellen genannten politischen Gründe im Zusammenhang mit der bevorstehenden Machtübernahme der Bolschewiki sind wahrscheinlicher. Seine Frau berichtete der New York Times nach der Ankunft in New York am 26. Juli 1917 über die Unruhen in Russland und die Unterstützung ihrer Familie für die Regierung von Alexander Fjodorowitsch Kerenski. Als Grund der Rückkehr in die USA nannte sie die gewünschte weitere Ausbildung ihrer Töchter dort. Einer späteren Einladung der nach der Oktoberrevolution an die Macht gekommenen russischen Regierung, seine Arbeit in Russland fortzusetzen, folgte Alexander Lodygin nicht. Er starb am 16. März 1923 in New York.
In nationalen Sichten galt Lodygin als Erfinder der Glühlampe vor Thomas Alva Edison, der mit seinen Entwicklungen ab 1879 die Wettbewerbsfähigkeit des Elektrolichts mit dem Gaslicht erreichte. Ein Patent für eine Glühlampe wurde jedoch erstmals 1841 in England erteilt, zahlreiche Patente vor 1874 sind in der Fachliteratur dokumentiert. Das Verdienst von Alexander Lodygin sind Weiterentwicklungen. Die Erfindungen von Thomas Edison, die zu dauerhaft haltbaren und wettbewerbsfähigen Lampen führten, hat er nicht antizipiert. Aus nationaler russischer Sicht war seine Lampe von 1873 eine Pionierleistung und der Beginn des Zeitalters der Elektrobeleuchtung in Russland.

## Familie
Alexander Lodygin stammt aus einer adligen Familie. Er heiratete 1895 Alma Schmidt (1871–1925), die Tochter von Franz Xaver Schmid (* 1829 in Bernau am Chiemsee), und hatte mit ihr die Töchter Marguerite (auch Margarita oder Rita genannt) (geb. 1901) und Vera (geb. 1903).
Der Beruf von Alma Schmidt wird vom Lodygin Museum als Journalistin angegeben, der Beruf ihres Vaters Franz Xaver Schmidt als Ingenieur. Quellen aus dem Familienkreis geben den Beruf von Alma Schmidt als Lehrerin an, den ihres Vaters als Schuldirektor. Franz Xaver Schmidt wanderte 1867 in die USA aus, seine Tochter Alma wurde in New York geboren.

## Ehrungen

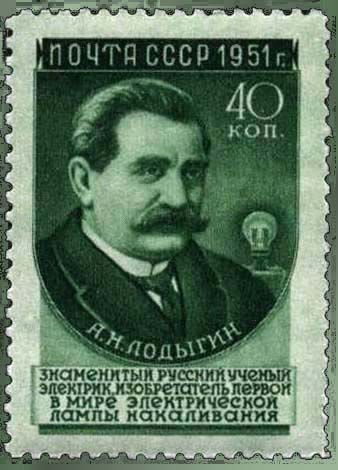
Alexander Lodygin

Für seine Glühlampenentwicklung bekam Alexander Lodygin 1874 den Lomonosov-Preis der Akademie der Wissenschaften in St. Petersburg. Der Titel Elektroingenieur wurde ihm 1899 ebenfalls von der Akademie der Wissenschaften ehrenhalber verliehen.
Im Jahr 1951 wurde er posthum durch eine sowjetische Briefmarke geehrt. Der Text der Briefmarke lautet: A.N.Logygin, berühmter russischer Elektroingenieur, Erfinder der weltweit ersten Glühlampe. Seine Tochter Marguerite kritisierte die Briefmarke als russische Propaganda.
Der Mondkrater Lodygin ist 1970 nach ihm benannt worden.

## In den USA an Lodygin erteilte Patente
- 347,164 Manufacture of Incandescents, 10. August 1886[13]
- 494,149 Process of Manufacturing Filaments for Incandescent Lamps, 28. März 1893[14]
- 498,901 Incandescent Electric Lamp, 6. Juni 1893[15]
- 575,002 Illuminant for Incandescent Lamps, 12. Januar 1897[16]
- 575,668 Illuminant for Incandescent Lamps, 19. Januar 1897[17]

In dem Patent 575.002 wird ein komplexes chemische Verfahren zur Herstellung von Glühfäden patentiert, bei dem Molybdän und Wolfram eine Rolle spielen. Lodygin umgeht das Problem der Sprödigkeit von Wolfram, indem er einen elastischen sehr dünnen Platinfaden verwendet und ein chemisches Verfahren angibt, mit welchem dieser mit Wolfram beschichtet werden kann.
Ein Fachbuch, welches den Anteil dieser Erfindung an der weiteren Entwicklung der dann ab 1911 kommerziell produzierten Glühlampe mit Wolframfaden würdigt, lag bei Abfassung des Artikels nicht vor. In dem Patent steht ab Zeile 45 der Satz:
I have discovered that the following metals possess all the essential qualities for forming a practical, commercially - efficient metallic illuminant for incandescent electric lamps, namely, molybdenum and tungsten, rhodium and iridium, rhutenium and osmium, and chromium, …
Wenngleich Lodygin nach diesem Patent keine Wolframglühfäden herstellen konnte, sondern lediglich beschichtete Platinfäden, begründet der Satz Ansprüche bei Verwendung der genannten Metalle zur Glühfadenherstellung.
Alexander Lodygin gab bei Patentanmeldungen in den USA seinen Namen mit Alexandre de Lodyguine und später Alexander de Lodyguine an.
Das Patent 347164 wurde auch in Deutschland, Frankreich, England und Belgien angemeldet.